# Плессіс (Нью-Йорк)
Плессіс (англ. Plessis) — переписна місцевість (CDP) в США, в окрузі Джефферсон штату Нью-Йорк. Населення — 126 осіб (2020).

## Географія
Плессіс розташований за координатами 44°16′25″ пн. ш. 75°51′27″ зх. д. / 44.27361° пн. ш. 75.85750° зх. д. (44.273537, -75.857487).  За даними Бюро перепису населення США в 2010 році переписна місцевість мала площу 0,90 км², уся площа — суходіл.

## Демографія
Згідно з переписом 2010 року, у переписній місцевості мешкали 164 особи в 59 домогосподарствах у складі 43 родин. Густота населення становила 183 особи/км².  Було 63 помешкання (70/км²).
Расовий склад населення:
| - 97,6 % — білих - 0,6 % — корінних американців - 0,6 % — чорних або афроамериканців |

До двох чи більше рас належало 1,2 %. Частка іспаномовних становила 3,7 % від усіх жителів.
За віковим діапазоном населення розподілялося таким чином: 28,7 % — особи молодші 18 років, 64,6 % — особи у віці 18—64 років, 6,7 % — особи у віці 65 років та старші. Медіана віку мешканця становила 36,8 року. На 100 осіб жіночої статі у переписній місцевості припадало 113,0 чоловіків;  на 100 жінок у віці від 18 років та старших — 105,3 чоловіків також старших 18 років.
Цивільне працевлаштоване населення становило 48 осіб. Основні галузі зайнятості: роздрібна торгівля — 100,0 %.